# Найлс (Огайо)
Найлс (англ. Niles) — місто (англ. city) в США, в окрузі Трамбалл штату Огайо. Населення — 18 443 особи (2020).

## Географія
Найлс розташований за координатами 41°11′16″ пн. ш. 80°45′11″ зх. д. / 41.18778° пн. ш. 80.75306° зх. д. (41.187807, -80.753101).  За даними Бюро перепису населення США в 2010 році місто мало площу 22,35 км², з яких 22,30 км² — суходіл та 0,05 км² — водойми.

## Демографія
Згідно з переписом 2010 року, у місті мешкало 19 266 осіб у 8499 домогосподарствах у складі 4971 родини. Густота населення становила 862 особи/км².  Було 9417 помешкань (421/км²).
Расовий склад населення:
| - 93,1 % — білих - 3,5 % — чорних або афроамериканців - 0,7 % — азіатів - 0,2 % — корінних американців |

До двох чи більше рас належало 2,2 %. Частка іспаномовних становила 1,3 % від усіх жителів.
За віковим діапазоном населення розподілялося таким чином: 20,7 % — особи молодші 18 років, 61,5 % — особи у віці 18—64 років, 17,8 % — особи у віці 65 років та старші. Медіана віку мешканця становила 42,0 року. На 100 осіб жіночої статі у місті припадало 90,9 чоловіків;  на 100 жінок у віці від 18 років та старших — 87,7 чоловіків також старших 18 років.
Середній дохід на одне домашнє господарство  становив 47 648 доларів США (медіана — 38 365), а середній дохід на одну сім'ю — 56 805 доларів (медіана — 47 385). Медіана доходів становила 42 055 доларів для чоловіків та 30 920 доларів для жінок. За межею бідності перебувало 20,9 % осіб, у тому числі 37,6 % дітей у віці до 18 років та 7,5 % осіб у віці 65 років та старших.
Цивільне працевлаштоване населення становило 7627 осіб. Основні галузі зайнятості: освіта, охорона здоров'я та соціальна допомога — 24,6 %, виробництво — 17,1 %, роздрібна торгівля — 14,3 %, мистецтво, розваги та відпочинок — 11,9 %.